# Gmina Linton (Iowa)

Położenie Gminy Linton w hrabstwie Allamakee

Gmina Linton (ang. Linton Township) – gmina w USA, w stanie Iowa, w hrabstwie Allamakee. Według danych z 2000 roku gmina miała 307 mieszkańców.